# Neoseiulus populi
Neoseiulus populi är en spindeldjursart som först beskrevs av Bozai 1997.  Neoseiulus populi ingår i släktet Neoseiulus och familjen Phytoseiidae. Inga underarter finns listade i Catalogue of Life.